# みやこ型巡視船
みやこ型巡視船（みやこがたじゅんしせん、英語: Miyako-class patrol vessel）は、海上保安庁の巡視船の船級。分類上はPL（Patrol vessel Large）、公称船型は3,500トン型。

## 来歴
2012年9月の国有化以降、尖閣諸島周辺海域における中国船による領海侵入等の問題が深刻化していた。これに対し、海上保安庁ではつがる型（ヘリコプター1機搭載型PLH）2隻、くにがみ型（1,000トン型PL）10隻の計12隻の巡視船によって尖閣領海警備専従体制の構築を図っており、2016年3月には支援施設を含めて構築が完了した。
しかしこの間も、2013年には従来4つが乱立していた中華人民共和国の海上保安機関が中国海警局として整理統合され、更に体制の強化が進められるなど情勢は急激に変化していた。2016年には、領海に侵入する中国漁船に伴走するかたちで中国公船も領海に侵入する状況も出現し、更に来航する公船も増加していた。専従体制が完成した時点で、1,000トン以上の巡視船の勢力において既に海上保安庁は中国海警局の半分程度となっており、しかも中国海警局は更に増強を進めていた。
この情勢を受けて2016年8月24日に閣議決定された平成28年度第2次補正予算では、海上保安体制の強化のため過去最大となる674億円が盛り込まれた。そしてこのとき、尖閣領海警備体制の強化と大規模事案の同時発生に対応できる体制の整備を目的として計画された巡視船の1隻が「みやこ」であった。

## 設計
1997年に竣工して横浜海上保安部に配属されている「いず」とほぼ同大だが、同船が災害対応を重視した設計なのに対し、本船は領海警備を意識した汎用の巡視船と位置づけられる。船型は排水量型を採用した。船橋区画を拡大し、ヘリテレ・船テレ装置を装備して指揮統制能力を強化するとともに、事案の長期化を想定して十分な清水・食料などを搭載できるスペースも確保している。また同時期に建造されたPLHと同様に居住区画は騒音コード（船員に対する防音措置）に配慮して、配置や制振材の活用などにより居住性の向上を図っている。
速力25ノット以上を確保しつつ経済性・低速連続航行適応能力も向上させるため、低負荷域の燃焼を改善したヤンマー8EY33Wディーゼルエンジンを4基搭載し、単機出力6,000馬力、合計24,000馬力を確保している。推進器は可変ピッチ・プロペラとなっている。
兵装としてボフォース70口径40mm単装機関砲（Mk.4）2基を搭載するほか、遠隔放水銃、停船命令等表示装置、遠隔監視採証装置などを装備する。また格納庫はもたないものの、後部はヘリコプター甲板とされており、支援機能も備えている。
なお上記のようにPLとしては大型で消耗品などの搭載スペースが広く、長期行動が可能であることから、将来的に本型のうち1隻に海上保安大学校の練習船を兼務させるか、あるいは本型をベースとして現用の「こじま」の後継となる4代目「こじま」が建造されるともみられていた。その後、令和2年度第3次補正予算では本型と類似した設計で5,500トン型まで大型化した「大型練習船」の建造が盛り込まれ、2023年7月4日に「いつくしま」として進水し、2024年7月1日に就役した。

## 同型船一覧
| 計画年度             | 番号   | 船名     | 造船所                                            | 起工          | 進水           | 就役/配属替え  | 配属                    |
| -------------------- | ------ | -------- | ------------------------------------------------- | ------------- | -------------- | -------------- | ----------------------- |
| 平成28年度第2次補正  | PL-201 | みやこ   | 三井E&S造船玉野工場                               | 2018年2月27日 | 2019年3月13日  | 2020年2月20日  | 中城→宮古島(第十一管区) |
| 平成30年度 第2次補正 | PL-202 | おおすみ | 三井E&S造船玉野工場 →三菱重工マリタイムシステムズ | 2019年3月5日  | 2021年11月4日  | 2023年4月21日  | 鹿児島(第十管区)        |
| 令和元年度補正       | PL-203 | やえやま | JMU横浜事業所磯子工場                             | 2020年3月12日 | 2022年11月30日 | 2024年2月22日  | 石垣(第十一管区)        |
| 令和3年度補正        | PL-204 | あまみ   | 三菱重工マリタイムシステムズ                      |               | 2024年3月14日  | 2025年3月24日  | 奄美(第十管区)          |
| 令和3年度補正        | PL-205 | ごとう   | 三菱重工マリタイムシステムズ                      |               | 2024年8月8日   | 令和7年度予定  |                         |
| 令和3年度補正        | PL-206 | だいとう | 三菱重工マリタイムシステムズ                      |               | 2025年3月12日  | 令和7年度予定  |                         |
| 令和4年度補正        | PL-    |          | 三菱重工マリタイムシステムズ                      |               |                | 令和8年度予定  |                         |
| 令和4年度補正        | PL-    |          | 三菱重工マリタイムシステムズ                      |               |                | 令和8年度予定  |                         |
| 令和6年度補正        | PL-    |          | 三菱重工マリタイムシステムズ                      |               |                | 令和10年度予定 |                         |